# Оливейра-ди-Аземейш
Оливейра-ди-Аземейш (порт. Oliveira de Azeméis; [oli'vɐiɾɐ dɨ ɐzɨ'mɐiʃ]) — город в Португалии, центр одноимённого муниципалитета в составе округа Авейру. Находится в составе крупной городской агломерации Большое Авейру. По старому административному делению входил в провинцию Бейра-Литорал. Входит в экономико-статистический субрегион Энтре-Доуру-и-Воуга, который входит в Северный регион. Численность населения — 15,3 тыс. жителей (город), 68,8 тыс. жителей (муниципалитет). Занимает площадь 163,41 км².

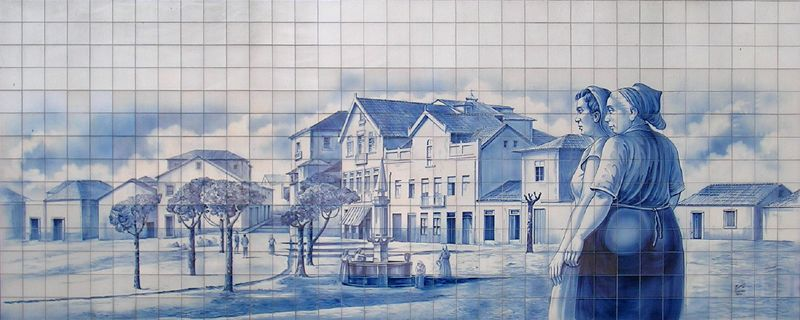

Покровителем города считается Архангел Михаил.

## Расположение
Город расположен в 27 км на северо-восток от административного центра округа города Авейру.
Муниципалитет граничит:
- на северо-востоке — муниципалитет Арока
- на востоке — муниципалитеты Вале-де-Камбра, Север-ду-Вога
- на юге — муниципалитет Албергария-а-Велья
- на западе — муниципалитеты Эштаррежа, Овар
- на северо-западе — муниципалитеты Санта-Мария-да-Фейра, Сан-Жуан-да-Мадейра

## История
Город основан в 1779 году

## Население
| Численность населения муниципалитета по годам | Численность населения муниципалитета по годам | Численность населения муниципалитета по годам | Численность населения муниципалитета по годам | Численность населения муниципалитета по годам | Численность населения муниципалитета по годам | Численность населения муниципалитета по годам | Численность населения муниципалитета по годам | Численность населения муниципалитета по годам | Численность населения муниципалитета по годам |
| --------------------------------------------- | --------------------------------------------- | --------------------------------------------- | --------------------------------------------- | --------------------------------------------- | --------------------------------------------- | --------------------------------------------- | --------------------------------------------- | --------------------------------------------- | --------------------------------------------- |
| 1801                                          | 1849                                          | 1900                                          | 1930                                          | 1960                                          | 1981                                          | 1991                                          | 2001                                          | 2004                                          | 2006                                          |
| 16 943                                        | 16 899                                        | 29 506                                        | 33 072                                        | 46 263                                        | 62 821                                        | 66 846                                        | 70 721                                        | 71 243                                        | 71 365                                        |

## Состав муниципалитета
В муниципалитет входят следующие районы:
1. Каррегоза
2. Сезар
3. Фажойнш
4. Лорейру
5. Масиейра-де-Сарнеш
6. Масиньята-да-Сейша
7. Мадаил
8. Ногейра-ду-Краву
9. Оливейра-де-Аземейш
10. Оссела
11. Палмаш
12. Пинделу
13. Пиньейру-да-Бенпошта
14. Сантьягу-де-Риба-Ул
15. Сан-Мартинью-да-Гандара
16. Сан-Роке
17. Траванка
18. Ул
19. Вила-де-Кукужайнш